# New Jersey Transit

Logo von NJ Transit

Linien des Schienenpersonennahverkehrs in New Jersey (2024)

Die New Jersey Transit Corporation (Markenname NJ Transit, Eigenschreibweise NJTransit, abgekürzt NJT) ist eine staatliche Verkehrsgesellschaft des US-amerikanischen Bundesstaates New Jersey. Sie betreibt den öffentlichen Personenverkehr in New Jersey. Die Schwerpunkte des Bedienungsgebiets liegen im Westteil der Metropolregion New York und im Ostteil der Metropolregion Delaware Valley.
Die Abteilung NJ Transit Bus Operations betreibt Omnibusse und Stadtbahnen. Die Abteilung NJ Transit Rail Operations (Haltercode NJTR) befährt ein Eisenbahnnetz von 760 Kilometern Länge, überwiegend auf eigenen Gleisen, mit 163  Bahnhöfen. Werktäglich werden mehr als 900.000 Fahrgäste befördert.

## Die Ursprünge

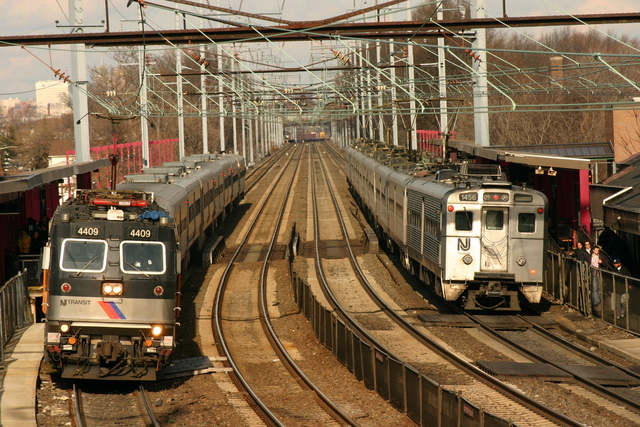
Ein Triebzug der Baureihe Arrows III und eine ALP-44 in Elizabeth

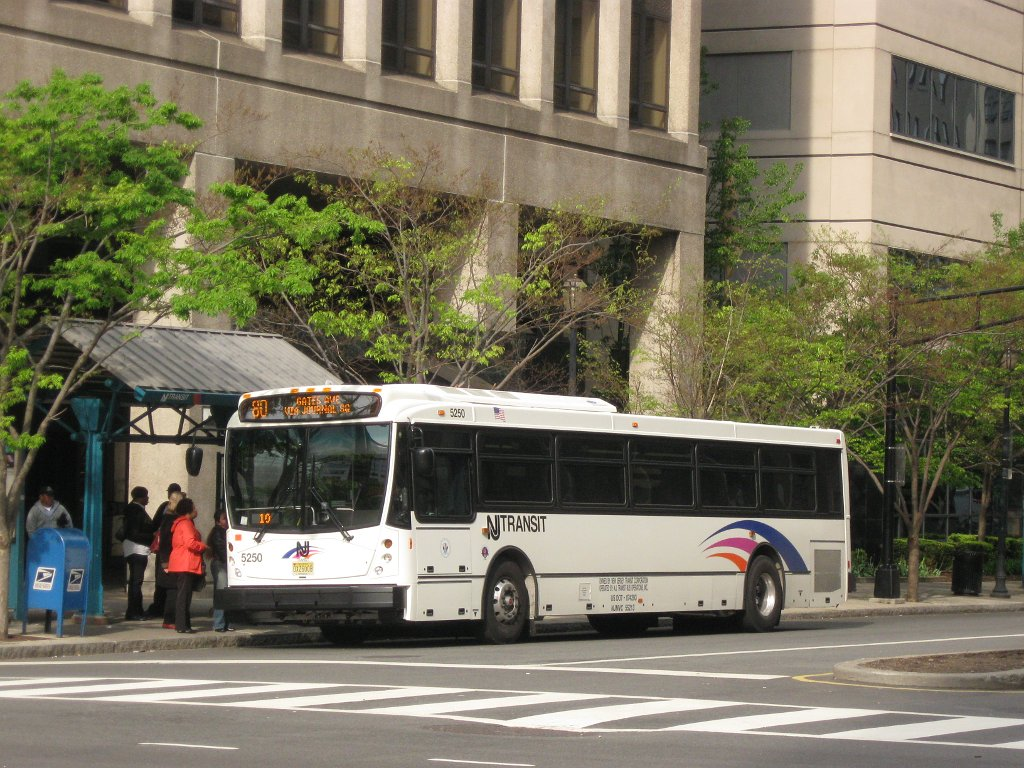
NJ Transit betreibt im gesamten Staatsgebiet Buslinien

Die Ursprünge von NJ Transit liegen in den 1960er Jahren, als das Verkehrsministerium des Bundesstaates (NJDOT) begann, den defizitären Schienenpersonennahverkehr der finanziell angeschlagenen US-Eisenbahngesellschaft Central Railroad of New Jersey (CoNJ) zu subventionieren. Kurze Zeit später wurden auch die Vorortverkehre (Commuter Trains) von Erie Lackawanna (EL), Pennsylvania-Reading Seashore Lines (PRSL) und Penn Central (PC) bezuschusst.
Viele der Vorortstrecken sind bis heute elektrifiziert. Die meisten enden im Bahnhof Hoboken Terminal in Hoboken (gegenüber Manhattan gelegen). Die elektrischen Züge des Northeast Corridor, der New Jersey Küstenstrecke und der Essex- und Morris-Linie führen überwiegend direkt bis zur New York Pennsylvania Station in New York.
Zeitlich parallel wurde der zum Teil private Omnibusverkehr im Bundesstaat von der Commuter Operating Authority übernommen sowie die teilweise im Tunnel verlaufende Straßenbahn Newark.
Mit der Gründung der US-Frachtbahngesellschaft Conrail 1976 wurde der Eisenbahnvorortverkehr der CoNJ, EL, PRSL und PC von dieser übernommen.

## Auf dem Weg zur Eisenbahngesellschaft

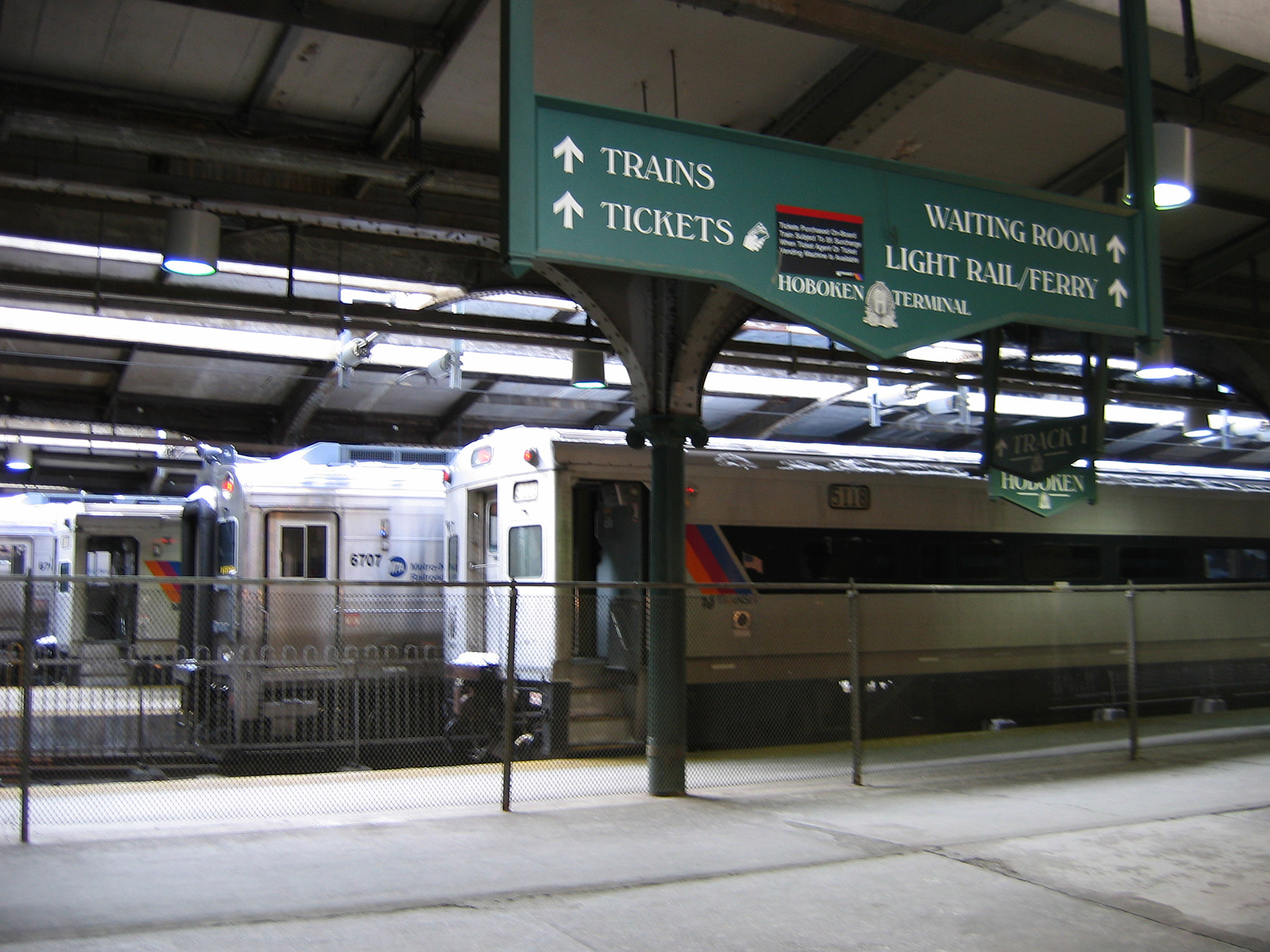
NJ-Transit-Züge mit Comet V und Comet I-Cabcars (vorne) in Hoboken Terminal

Alle Nahverkehrsaufgaben wurden ab 1979 von der neu gegründeten New Jersey Transit Corporation koordiniert. 1982 wurde schließlich die heutige NJ Transit Railroad als Tochter der Corporation gegründet. Dies erfolgte im Hinblick darauf, dass das im gleichen Jahr vom US-Kongress verabschiedete Gesetz Northeast Rail Service Act of 1981 der Conrail erlaubte, sich von allen Nahverkehrsdiensten zu trennen. Diese sollten eingestellt oder aber regional zuständigen Verkehrsgesellschaften im Eigentum der jeweiligen Bundesstaaten übertragen werden. Ab Jahresbeginn 1983 betrieb NJ Transit alle bisherigen Conrail-Regionalbahnlinien mit eigenem Personal selbst.
Dazu gehört auch der im US-Bundesstaat New York liegende Streckenteil der früheren EL, der formal von der Metro-North Railroad, einer Tochter der New Yorker Verkehrsgesellschaft MTA, verwaltet, aber in deren Auftrag von NJ Transit mit Fahrzeugen der Metro North betrieben wird.
Erste Maßnahme der NJ Transit war 1984 die Umstellung der elektrischen Bahnen von 3000 Volt Gleichstrom auf 27.000 Volt Wechselstrom, ein Vorhaben, welches schon von Conrail begonnen wurde.
Erste neue Strecke von NJ Transit war die Übernahme der Strecke Atlantic City-Lindenwood von der Fernverkehrsgesellschaft Amtrak im Jahr 1989. Weitere Streckeneröffnungen gab es 1991 (New Jersey Coast Line), 1994 (Netcong – Hackettstown) und 1996 mit der Strecke aus Dover, die ebenfalls seitdem zur Penn Station führte.
Fast alle Strecken, die NJ Transit befährt, sind Eigentum dieser Gesellschaft. Ausnahmen sind der Nordostkorridor (Boston – New York – Philadelphia – Washington) und die Atlantic City Linie, die beide zu Amtrak gehören, die Strecken im Bundesstaat New York (zu Metro-North) ins Pascack Valley, und die Strecke nach Port Jervis (New York), die der Frachtgesellschaft Norfolk Southern gehört.
In Trenton, der Hauptstadt des Bundesstaates New Jersey, kann zu den Nahverkehrszügen der SEPTA aus Philadelphia umgestiegen werden.

### Bahnlinien

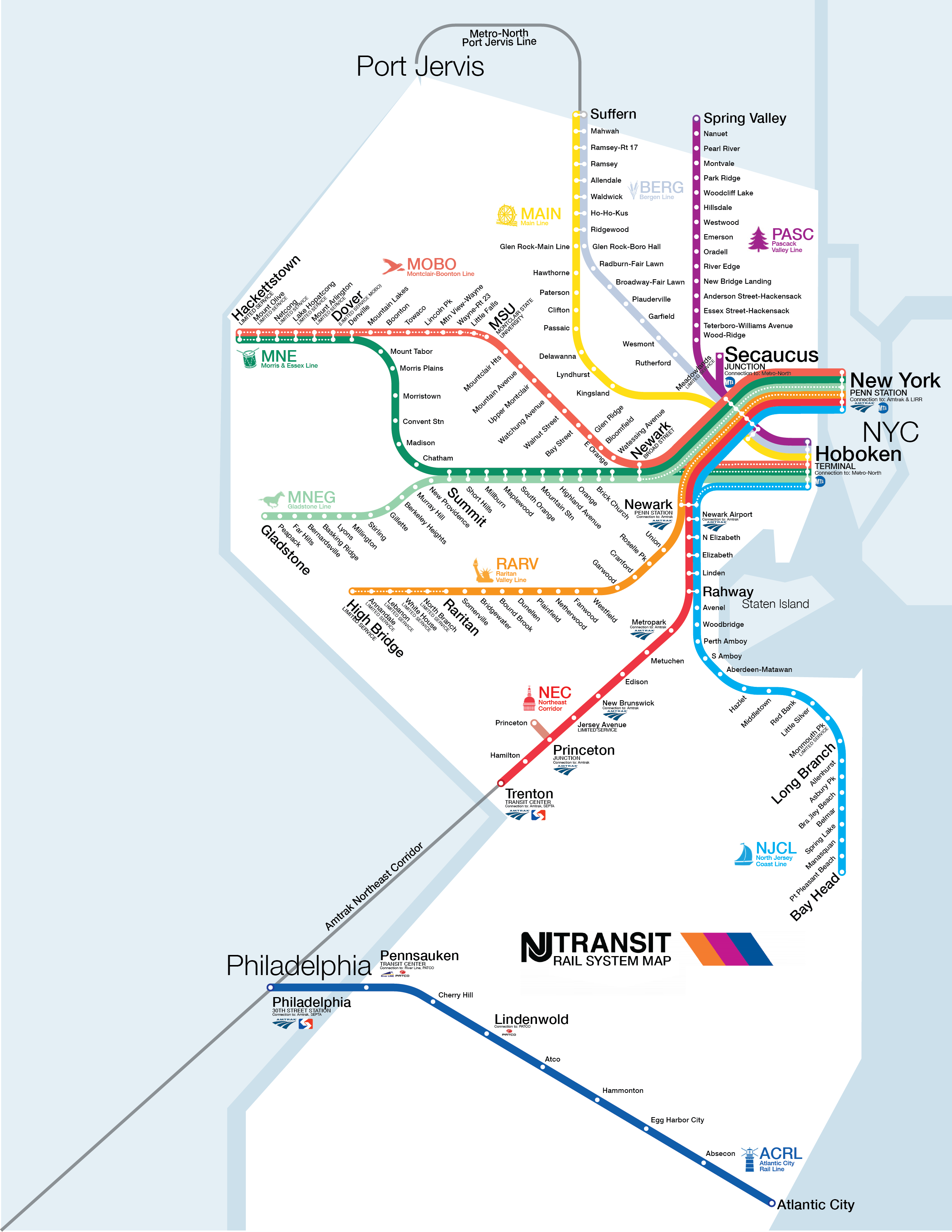
Linien des Schienenpersonennahverkehrs der NJ Transit (2023)

Mit Stand 2013 betrieb NJ Transit die folgenden Eisenbahnlinien:
- Atlantic-City-Linie: Philadelphia–Atlantic City
- Bergen County-Linie: Hoboken–Suffern
- Main Line (ehemalige Hauptstrecke der Erie Railroad): Hoboken–Suffern
- Meadowlands Rail Line: (Hoboken–) Secaucus Junction–Meadowlands Station (wird nur bei Veranstaltungen im Meadowlands Sports Complex bedient)
- Montclair-Boonton-Linie: Hoboken/New York–Hackettstown (Züge von/nach NY verkehren unter dem Markennamen „Midtown Direct“)
- Morris-&-Essex-Linien, besteht aus den Linienästen:
  - Morristown-Linie: Hoboken/New York–Dover (Züge von/nach NY verkehren unter dem Markennamen „Midtown Direct“)
  - Gladstone-Zweig: Hoboken/New York–Gladstone (Züge von/nach NY verkehren unter dem Markennamen „Midtown Direct“):
- North Jersey Coast-Linie: New York–Bay Head
- Northeast Corridor-Linie: New York–Trenton
  - Princeton-Shuttle: Princeton Junction–Princeton
- Pascack-Valley-Linie: Hoboken–Spring Valley (gemeinsam mit Metro-North Railroad)
- Port-Jervis-Linie: Suffern–Port Jervis (im Auftrag von Metro-North Railroad)
- Raritan-Valley-Linie: Newark/New York[2]–Raritan

## Entwicklung

### 2020er Jahre

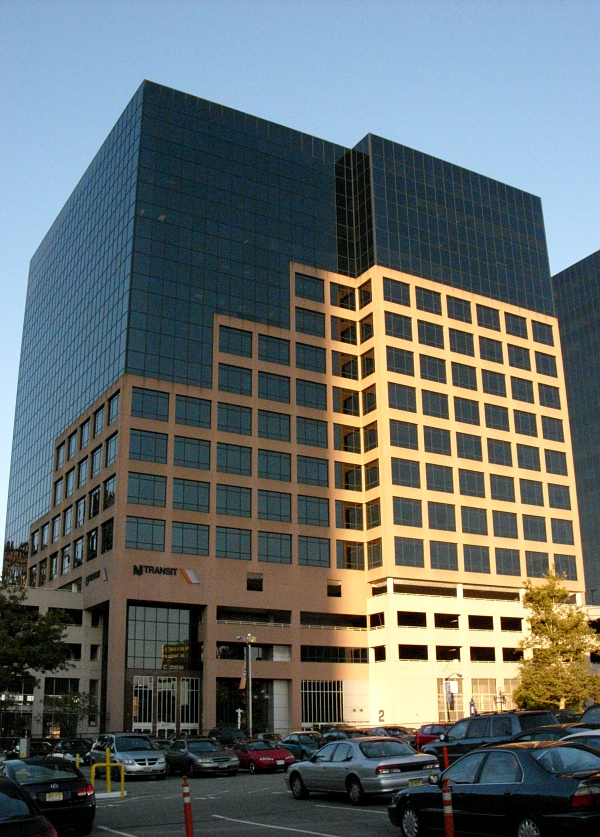
NJ Transit saß ab 1990 im Bürogebäude 1 Penn Plaza East in Newark

Im Jahr 2023 beschloss NJ Transit, den Sitz der Gesellschaft aus dem firmeneigenen Gebäude 1 Penn Plaza East an der Ostseite der Newark Pennsylvania Station in gemietete Büroräume im Two Gateway Center an der Westseite des Bahnhofs zu verlegen.
Aus geringeren Fahrgastzahlen und fehlenden Einnahmen seit der Corona-Krise sowie dem Auslaufen von bis 2025 vorübergehend gewährten Bundeshilfen erwuchs ein strukturelles finanzielles Defizit. Um einen Teil davon zu decken, strich NJ Transit tarifliche Vergünstigungen und erhöhte zum Juli 2024 die Fahrpreise um 15 Prozent, was die erste Fahrpreiserhöhung seit 2015 war. In den Jahren 2025 und 2026 soll NJ Transit auf Weisung der Staatsregierung die Betriebsausgaben schrittweise um jeweils 10 Prozent kürzen. Die Gesamtbudget von NJ Transit beläuft sich im Jahr 2025 auf 3 Milliarden US-Dollar, die Kürzungen in den Jahren 2025 und 2026 sollen nach dem Willen des Gouverneurs Phil Murphy den Staatshaushalt um Ausgaben in Höhe von insgesamt 600 Millionen Dollar entlasten.
Mit Stand 2024 betreibt NJ Transit 253 Buslinien und hat fast 12.000 Beschäftigte.

### 2010er Jahre
Ende der 2000er Jahre war das seit den 1990ern vorangetriebene Vorhaben zum Bau einer weiteren, zweigleisigen Tunnelröhre unter dem Hudson River zwischen Newark und Manhattan weit vorangeschritten. Dieses Access to the Region's Core genannte Projekt sollte die vorhandenen North River Tunnels entlasten. Der Baubeginn fand im Jahr 2009 statt, aber das Vorhaben wurde durch den neu gewählten Gouverneur von New Jersey, Chris Christie, im Jahre 2010 beendet und durchgeführte Arbeiten rückgängig gemacht.
Amtrak legte mit dem Gateway Program einen Vorschlag für ein Nachfolgeprojekt vor, um die Kapazitätsengpässe zwischen New York und Newark zu beseitigen. Bauarbeiten für das Gateway Program begannen in den 2020er Jahren.

### 2000er Jahre

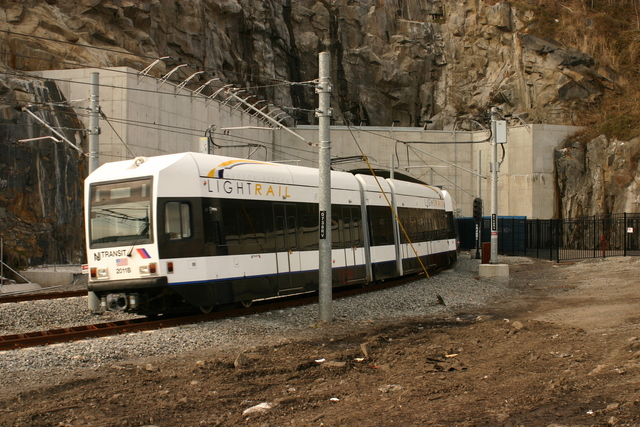
Hudson-Bergen Light Rail der NJ Transit

Ein neueres Projekt der NJ Transit war die Stadtbahn Hudson-Bergen Light Rail in Hoboken und Bergen, die in Sichtweite Manhattans zum Teil direkt am Hudson River entlang führt. Sie wurde 2000 eröffnet.
Außerdem wurde die Stadtbahn Newark um eine von der zentralen Penn Station ausgehende Strecke zum Bahnhof Newark Broad Street erweitert. Diese Verlängerung ging 2006 in Betrieb.
Eine erhebliche Verbesserung der Verkehrsverhältnisse im Pendlerverkehr New Yorks bedeutete 2001 die Eröffnung der neuen Frank-R-Lautenberg-Station in Secaucus, auf Fahrplänen, Netzplänen, Tickets und Beschilderung Secaucus Junction genannt. Damit kann zwischen den einzelnen Linien nach Hoboken und Manhattan freizügig umgestiegen werden.
Seit 2004 verkehren zwischen der Hauptstadt Trenton und Camden die Züge der zur New Jersey Transit gehörenden River Line.
Zur Anbindung des Meadowlands Sports Complex wurde von NJ Transit eine etwa 3,2 Kilometer lange Stichstrecke von der Pascack Valley Line (zwischen den Bahnhöfen Secaucus Junction und Wood-Ridge) zum neu angelegten Bahnhof Meadowlands Station gebaut. Diese Strecke ging am 20. Juli 2009 in Betrieb. An Spieltagen verkehren Pendelzüge von Hoboken bzw. Secaucus Junction.

## Fahrzeugpark

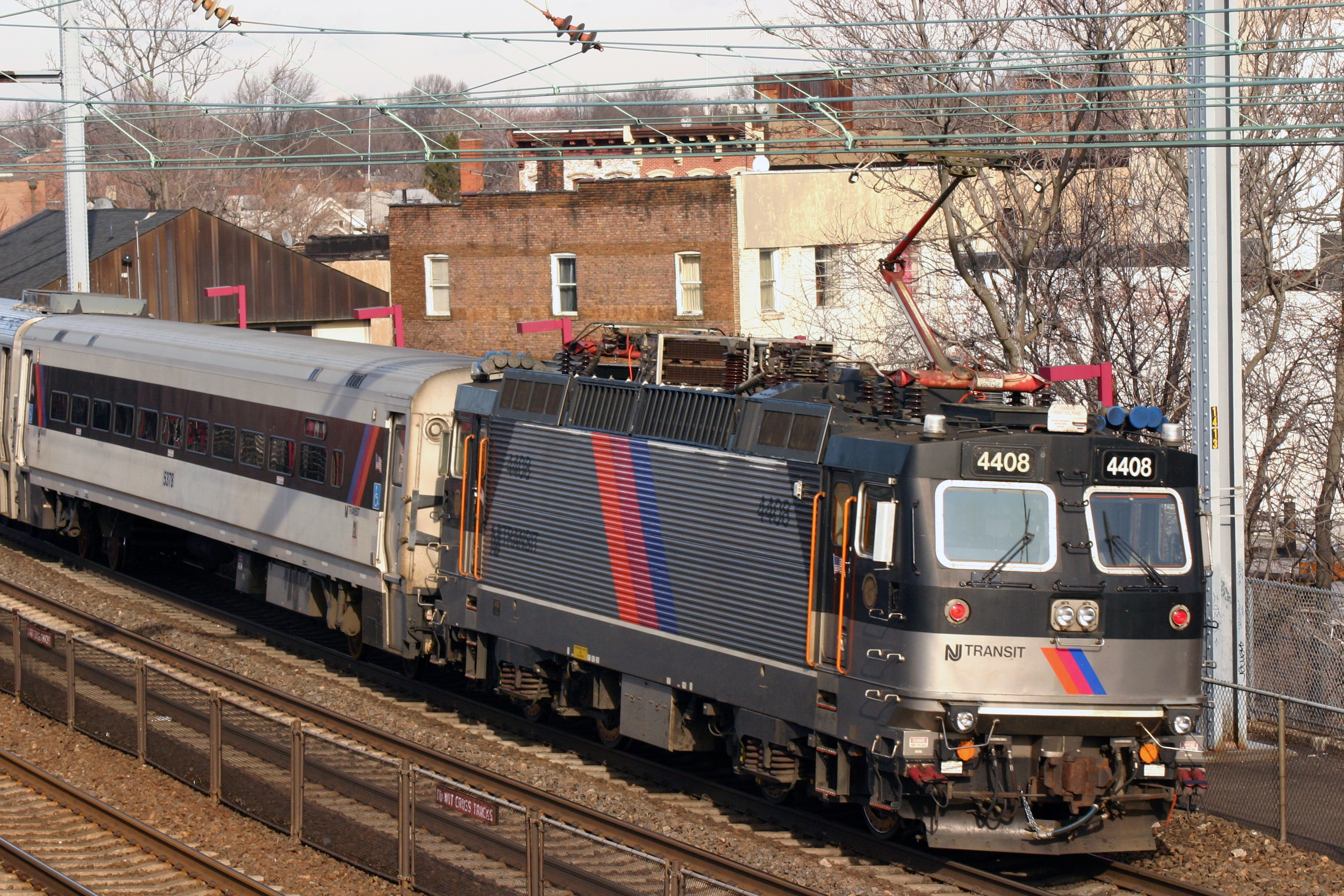
ALP 4408 vor einem Zug aus Comet-II-(Rebuild)-Wagen

Für den Eisenbahnverkehr unterhält NJ Transit einen bunten und vielfältigen Fahrzeugpark. Auf den elektrifizierten Strecken kommen neben Triebwagenzügen auch lokbespannte Wendezüge zum Einsatz.
Die ersten von NJT eingesetzten elektrischen Lokomotiven waren von der PRR übernommene GG1 auf der Küstenlinie nach Long Branch sowie E 60 PH und E44 von General Electric, die mittlerweile alle ausgemustert sind. Heute werden die ALP-44 von ABB (später Bombardier Transportation, inzwischen Alstom) und die aus der deutschen Baureihe 101 entwickelten ALP-46 eingesetzt. Außerdem wurden von NJ Transit 26 neue Zweikraftlokomotiven der Baureihe ALP-45DP für den Einsatz auf elektrifizierten und nicht elektrifizierten Strecken bei Bombardier bestellt, um den Lokwechsel auf Strecken wie der nur bis Long Branch elektrifizierten North Jersey Coast Line zu vermeiden.
Auf den nichtelektrifizierten Strecken verkehren ebenfalls überwiegend Wendezüge. Sie werden mit verschiedenen Ausführungen der EMD F40PH, die auch Amtrak jahrelang einsetzte, und unterschiedlichen Versionen von für den Reisezugdienst modifizierten Güterzuglokomotiven des Typs EMD GP40 bespannt.
Die neueste Diesellokomotivbauart bei NJ Transit ist die PL42AC von EMD und Alstom, die in ihrem Aufbau der alten F40PH von Amtrak ähnelt.
Auf der Nord-Ost-Korridor-Strecke New York–Trenton dominieren die Arrow-III-Triebwagen von Budd und General Electric, die ab 1978 beschafft wurden. Teilweise sind auch noch Einheiten der Vorgängerbauart Arrow im Einsatz. Die Arrow-Triebwagen sollen ab 2023 durch Doppelstocktriebzüge von Bombardier ersetzt werden.
Der Reisezugwagenpark besteht heute aus Fahrzeugen des Typs „Comet“ von Pullman-Standard, Bombardier und Alstom einschließlich passender Steuerwagen, sowohl nur mit End- als auch mit zusätzlichen Mitteleinstiegen sowie Doppelstockwagen.
Auf der Strecke von Trenton nach Camden werden Dieseltriebzüge des Typs GTW eingesetzt. Die Stadtbahnstrecken in Hoboken und Newark werden von sechsachsigen Niederflurstadtbahnwagen von Kinki Sharyo befahren. Im Omnibussektor werden die in den USA üblichen Busse eingesetzt. 

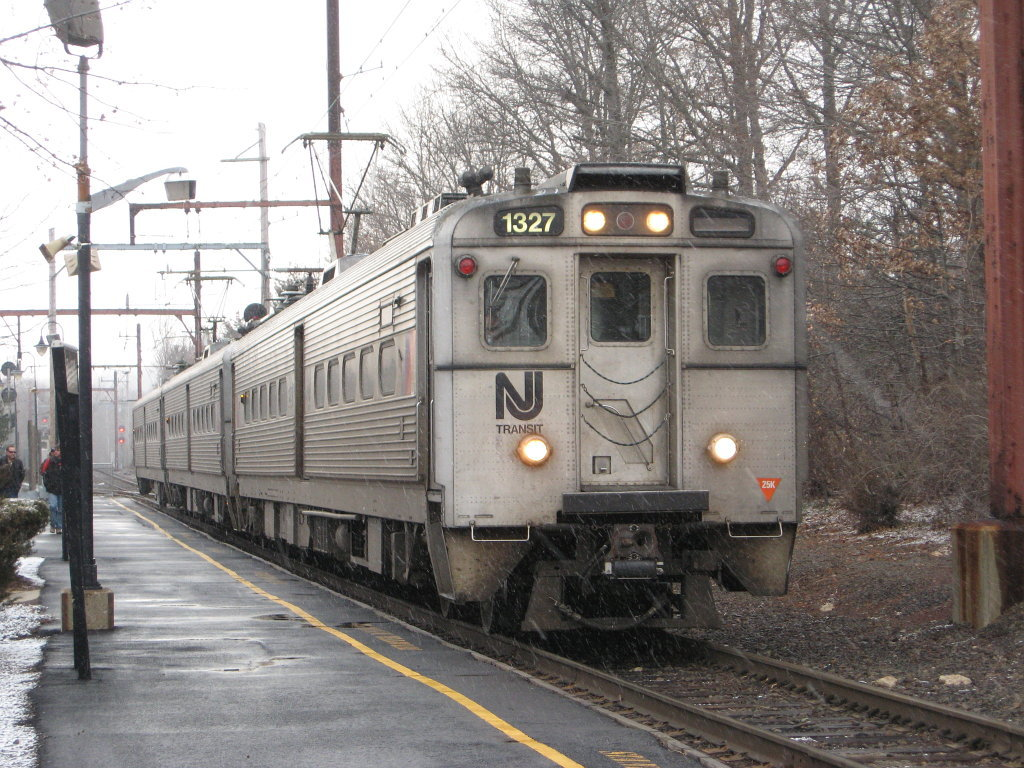
NJ-Triebwagen 1327, Reihe Arrow III
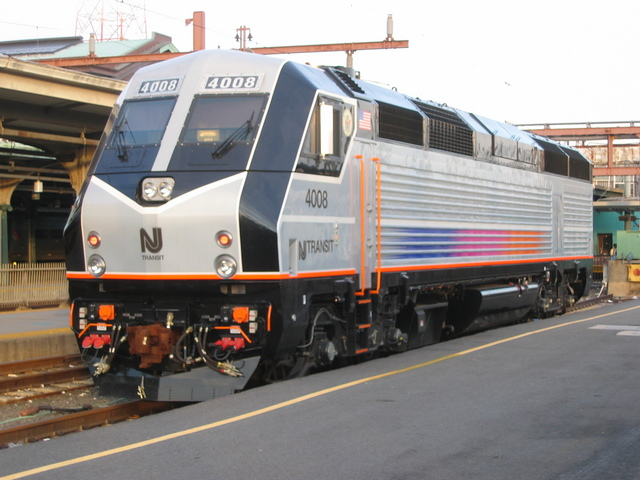
Die jüngsten Diesellokomotiven im NJ-Transit-Bestand sind die Baureihe PL42AC
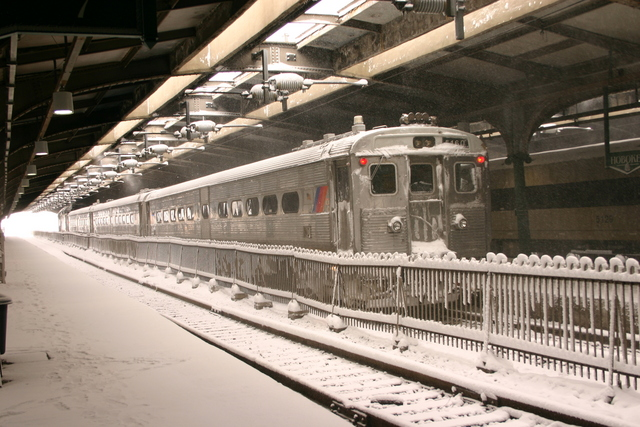
Winterbetrieb im Bahnhof Hoboken Terminal

## Zwischenfälle
Am 29. September 2016 fuhr zur morgendlichen Hauptverkehrszeit ein aus Spring Valley kommender, aus einer Diesellokomotive und vier Comet V-Wagen bestehender Nahverkehrszug der Pascack Valley Line in Hoboken mit dem Steuerwagen voraus praktisch ungebremst in den Kopfbahnhof Hoboken Terminal ein, durchbrach den Prellbock und kam erst an einer Wand zum Stehen. Dabei stürzte ein Teil des Bahnhofsdaches ein. Eine Person starb, über 100 wurden verletzt.